# Isolasia jacktordoffi
Isolasia jacktordoffi là một loài bướm đêm trong họ Noctuidae.